# Ihrenerfeld
Ihrenerfeld is een plaats in de Duitse deelstaat Nedersaksen. Het dorp is deel van de gemeente Westoverledingen in de Landkreis Leer. Tot 1973 vormde het samen met het naburige Ihren een zelfstandige gemeente.
Het dorp ontstond in de achttiende eeuw. Oorspronkelijk viel het kerkelijk onder Ihrhove. In 1905 werd het een zelfstandige gemeente, die in 1908 een eigen kerk kreeg.